# Norton, Cuckney, Holbeck and Welbeck
Norton, Cuckney, Holbeck and Welbeck är en civil parish i distriktet Bassetlaw, i grevskapet Nottinghamshire, i England. Civil parish är belägen 11 km från Mansfield. Det inkluderar Cuckney, Holbeck, Holbeck Woodhouse, Norton och Welbeck. Civil parish hade 550 invånare år 2011. Civil parishen inrättades den 1 april 2023 från Holbeck, Norton and Cuckney och Welbeck.